# Dörgicse
Dörgicse is een plaats (község) en gemeente in het Hongaarse comitaat Veszprém. Dörgicse telt 269 inwoners (2001).